# 프리드리히 빌헬름 아르겔란더

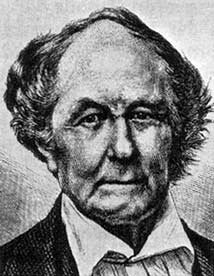
아르겔란더.

프리드리히 빌헬름 아우구스트 아르겔란더(Friedrich Wilhelm August Argelander, 1799년 3월 22일 ~ 1875년 2월 17일)는 독일의 천문학자이다. 항성의 광도, 위치, 거리에 관한 연구로 잘 알려져 있다.
아르겔란더는 프로이센의 메멜(현 리투아니아 클라이페다)에서 태어났다. 아버지 요한 고트프리트 아르겔란더(Johann Gottfried Argelander)는 핀란드계였으며, 어머니 빌헬미나 도로테아 그륀하겐(Wilhelmina Dorotea Grünhagen)은 독일계였다. 1822년에 쾨니히스베르크에서 프리드리히 베셀의 지도하에 연구하여 박사 학위를 받았다. 1823년부터 1827년까지 투르쿠와 헬싱키의 핀란드 천문대에서 천문대장을 지내다가 독일의 본으로 옮겨갔다. 이때 프리드리히 빌헬름 4세와 친분을 쌓아 돈을 타서 본 대학교에 천문대를 만들었다.
아르겔란더는 항성의 위치와 등급을 결정하는데 뛰어났으며, 해당 분야의 근대 천문학의 선구자라 할 수 있다. 또한 아르겔란더는 태양의로 항성의 거리를 측정했으며, 동료들과 함께 새로운 도구들을 체계적으로 사용하여 항성 목록 작성과 변광성 연구에 훌륭한 업적을 남겼다. 아르겔란더는 변광성을 주의 깊게 연구한 최초의 천문학자로, 한 줌도 채 알려지지 않았던 변광성을 분류하는 근대적 체계를 확립한 것은 아르겔란더의 공이다.

## 참고 자료
- Asimov, Isaac (1972). 《Asimov's Biographical Encyclopedia of Science and Technology》. Doubleday & Co., Inc. ISBN 0-385-17771-2. (Parts of this article are based on this source.)
- Sticker, Bernhard (1970). "Argelander, Friedrich Wilhelm August". Dictionary of Scientific Biography. 1. New York: Charles Scribner's Sons. pp. 240–243. ISBN 0-684-10114-9.